# Pałac Kazanowskich w Warszawie

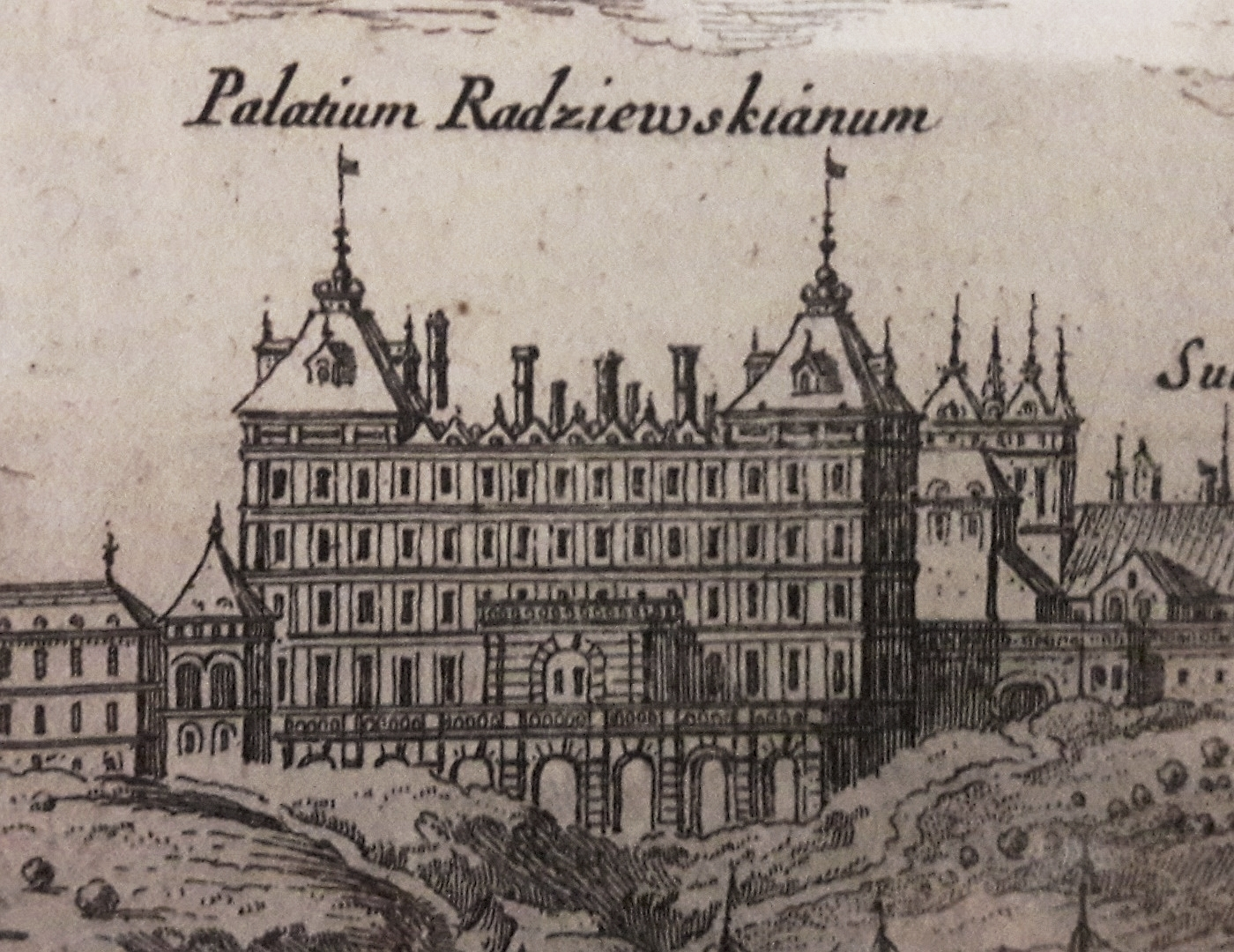
Pałac Kazanowskich. Został zniszczony w czasie potopu szwedzkiego

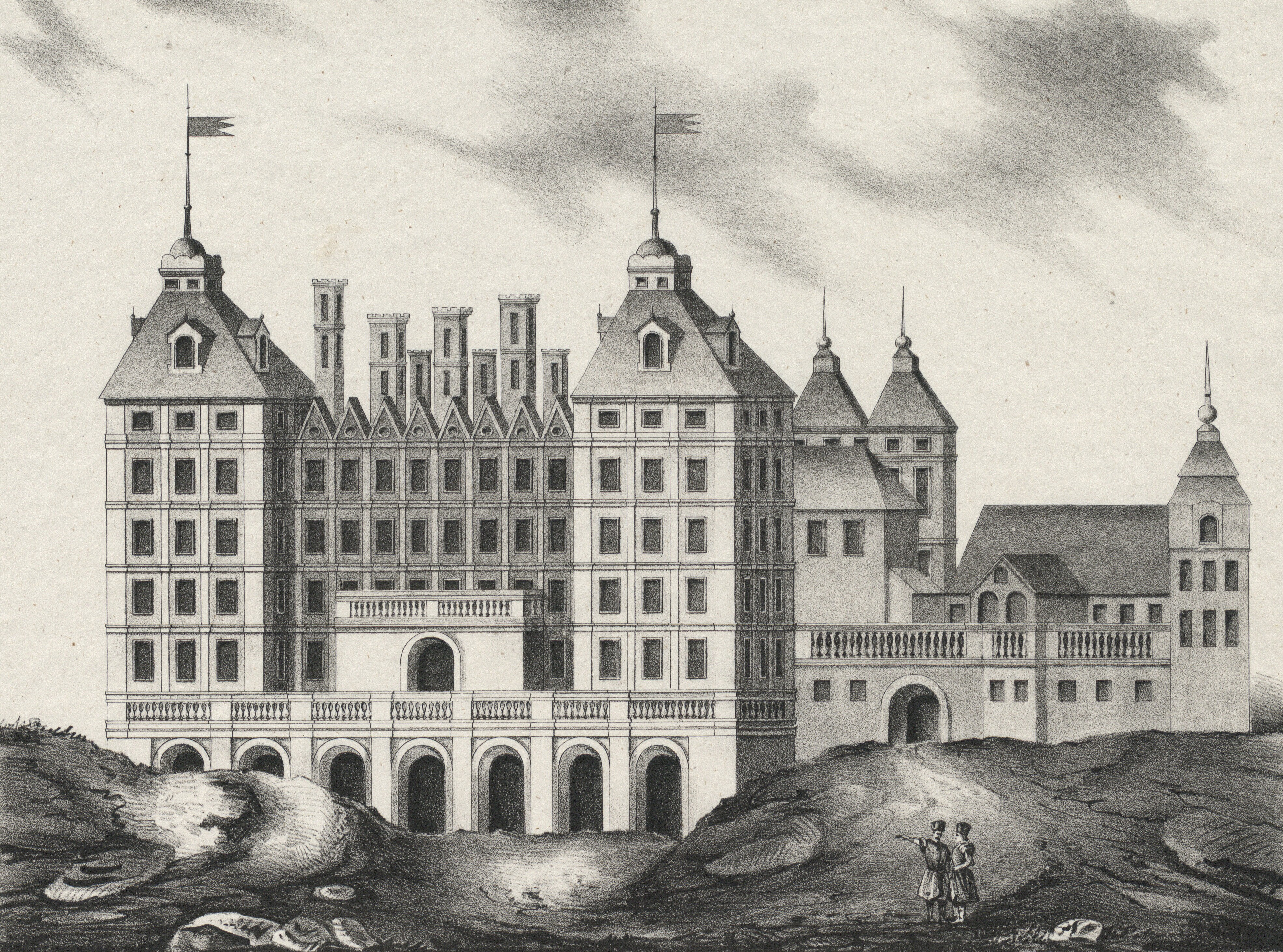
Wyobrażenie XVII-wiecznego wyglądu pałacu

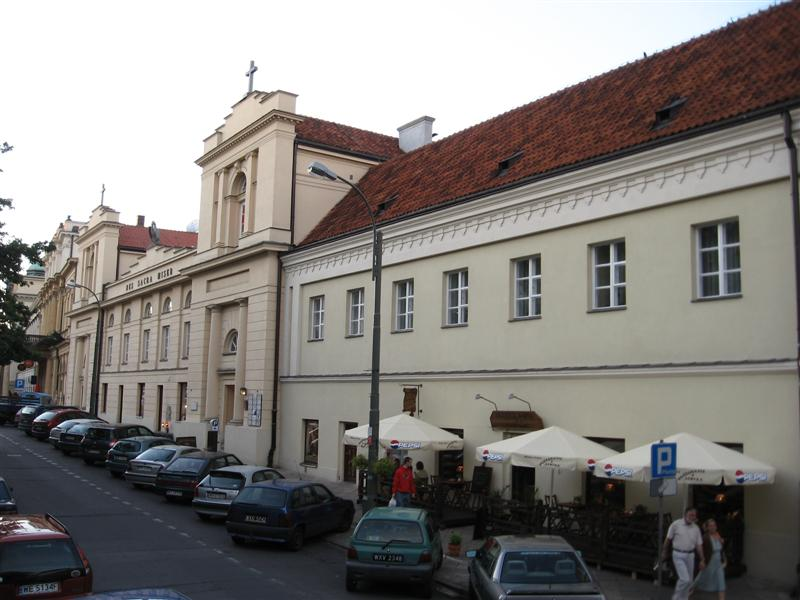
Przebudowana część frontowa zabudowań pałacowych od strony Krakowskiego Przedmieścia

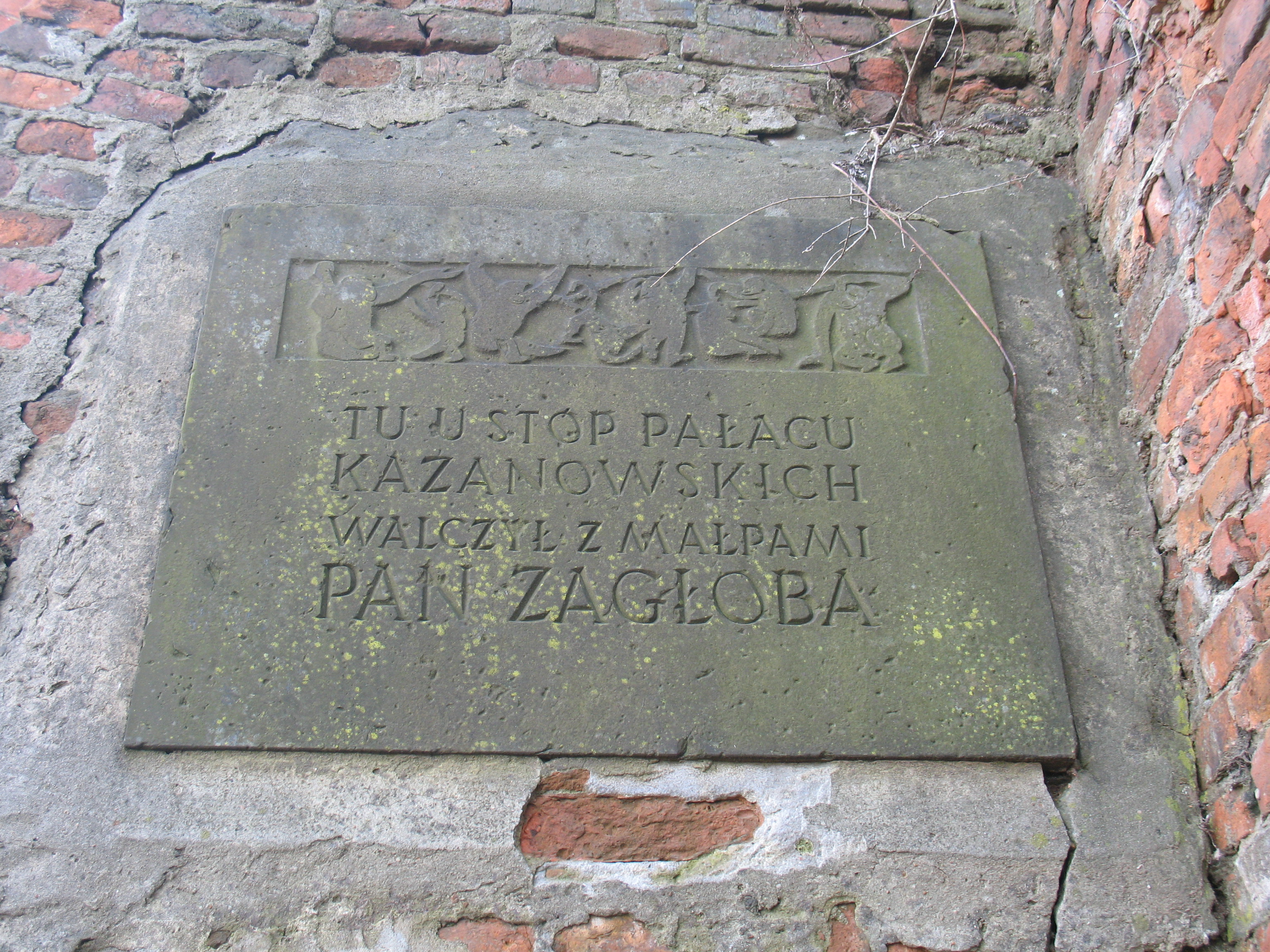
Tablica upamiętniająca opisaną w Potopie Henryka Sienkiewicza walkę Zagłoby z małpami wmurowana w mur oporowy pałacu Kazanowskich

Pałac Kazanowskich – pierwotnie renesansowy pałac zbudowany w pierwszej połowie XVII wieku, przekształcony po 1663 roku w klasztor i kościół zakonu karmelitanek bosych. Po przebudowie, od 1818 roku siedziba Warszawskiego Towarzystwa Dobroczynności (od 1989 – Towarzystwa Charytatywnego Caritas A.W.). Znajduje się w Warszawie przy ul. Krakowskie Przedmieście 62, w dzielnicy Śródmieście.

## Historia
Teren przy klasztorze bernardynów w Warszawie, na którym wzniesiono pałac, został przekazany królowi Zygmuntowi III Wazie przez spadkobierców podkomorzego Andrzeja Boboli w 1617 roku. Niedługo później w istniejącym na tym terenie wcześniej dworze okazjonalnie funkcjonowała mennica królewska.
W latach 1632–1643 przeprowadzono rozbudowę wcześniejszego dworu wieżowego przypuszczalnie wg projektu włoskiego architekta Konstantyna Tencalla. W 1632 roku nieruchomość od królewicza Władysława otrzymał w darze jego przyjaciel Adam Kazanowski, jednak okoliczności tego wydarzenia nie są do końca wyjaśnione. Wg jednej koncepcji nastąpiło to za życia króla Zygmunta III Wazy i spowodowało to jego konflikt z synem, który doprowadził nawet do opieczętowania pałacu, jednakże spór miała zakończyła śmierć króla Zygmunta w kwietniu 1632 roku. Inne źródła dowodzą, że do darowizny doszło dopiero 16 sierpnia 1632 roku i Wazowie nie prowadzili tam wcześniej żadnych prac budowlanych i podjął je dopiero Adam Kazanowski.
Kazanowski zbudował w tym miejscu w jedną z najwspanialszych warszawskich rezydencji pałacowych 1 połowy XVII wieku. Rezydencję opisał autor pierwszego wierszowanego przewodnika po Warszawie z 1643 roku, Adam Jarzębski, oraz historyk francuski, Jean Le Laboureur, który wspominał: "Włochy (...) nie mają nic tak pompatycznego i wielkoksiążęcego. Przyznam, żem się czuł jakby przeniesiony we śnie do jakiegoś czarodziejskiego pałacu (...)".
Od strony Krakowskiego Przedmieścia pałac był oddzielony fosą i parterowym budynkiem z bramą z mostem zwodzonym. Następnie wchodziło się na dziedziniec, po którego bokach stały parterowe boczne skrzydła, a na wprost na samym stoku skarpy wiślanej wznosił się jako dominanta czterokondygnacyjny pałac zwieńczony dwoma wieżami na bokach i attyką. Pierwsze piętro miało charakter reprezentacyjny i tam znajdowała się sala stołowa ze srebrną fontanną z Bachusem z beczką, z którego lało się wino. Sala posiadała też galerię dla muzyków. Na drugim piętrze znajdowały się apartamenty mieszkalne Adama Kazanowskiego i jego żony Elżbiety Słuszczanki, kaplica, kancelaria i biblioteka. Za pałacem do Wisły schodził tarasami ogród, z fontannami, oranżerią, zwierzyńcem, szpalerami drzew i grotą. Po śmierci Adama Kazanowskiego w 1649 roku pałac odziedziczyła jego żona Elżbieta, która wyszła ponownie za mąż w maju 1650 roku za podkanclerza koronnego Hieronima Radziejowskiego. Gdy na skutek zniesławiających podejrzeń o zdradę postanowiła się z nim w lecie 1651 roku rozwieść, jej brat Bogusław Jerzy Słuszka 4 stycznia 1652 roku obsadził pałac swoimi oddziałami. Na wiadomość o tym Hieronim Radziejowski zebrał swoich stronników i 5 stycznia nieskutecznie próbował przez kilka godzin odbić pałac.
Pałac został zniszczony w 1656 roku w czasie potopu szwedzkiego. Nie został odbudowany w dawnym kształcie.
W 1661 roku właścicielami nieruchomości zostali Lubomirscy, którzy w 1663 roku przekazali połowę budynku od strony Krakowskiego Przedmieścia karmelitankom bosym na klasztor i kościół. Dostosowując gmach do swoich potrzeb, zakonnice w 1664 roku rozebrały część pałacu – dwie wieże, znajdujący się między nimi taras widokowy, mezzaniano oraz podzieliły dwukondygnacyjną pałacową salę jadalną znajdującą się na piętrze.
W latach 1801–1804 w pałacu mieszkał francuski król na wygnaniu Ludwik XVIII z rodziną i dworem.
W 1818 roku zakon uległ kasacie i budynek przeszedł na własność Warszawskiego Towarzystwa Dobroczynności Res Sacra Miser (łac. ubogi jest świętością), które dokonało kolejnej przebudowy na własne potrzeby. Dekretem prymasa Polski z 1989 roku została powołana Caritas A.W., która ma tu obecnie swoje biura.
Na niemieckich fotograﬁach lotniczych z lipca 1944 roku widoczne jest spalenie części dachów nad skrzydłem od strony Krakowskiego Przedmieścia, natomiast zabudowa w głębi działki, a przede wszystkim dawny korpus pałacu Kazanowskiego i arsenał wydają się nieuszkodzone. W Powstaniu warszawskim zabudowania Warszawskiego Towarzystwa Dobroczynności od strony ul. Bednarskiej uległy dalszym zniszczeniom, zaś skrzydło wschodnie i skrzydło północne pozostały nadal nienaruszone. Około 1949 roku Wojciech Onitzch, Tadeusz Orgelbrandt i Marian Sulikowski w pracowni 116 Miastoprojekt Stolica przygotowali projekt rekonstrukcji pałacu. Ze zniszczeń wojennych zabudowania odbudowano w latach 1945–1975. Około roku 1960 rozebrano grożące zawaleniem ściany zabudowań Towarzystwa Dobroczynności, aby  je w krótkim czasie zrekonstruować. W czasie remontu rozpoczętego w 2006 roku odkryto w dolnej kondygnacji obecnego budynku klasztornego m.in. zachowane polichromie z XVII wieku.
Na ścianie frontowej pałacu znajduje się tablica Tchorka, upamiętniająca ofiary egzekucji przeprowadzonej przez Niemców w sierpniu 1944 roku.

### Plany rekonstrukcji
Po 1945 roku powstał projekt częściowego odtworzenia pałacu, który zdaniem prof. Tadeusza S. Jaroszewskiego, opracował zespół arch. arch. Wojciecha Onitzcha, Tadeusza Orgelbrandta i Mariana Sulikowskiego. Zamierzenie to nie zostało zrealizowane.

## Inne informacje
- Szturm na Pałac Kazanowskich w 1656 został opisany przez Henryka Sienkiewicza w powieści Potop, tu też rozgrywała się scena walki Zagłoby z małpami w pałacowym zwierzyńcu. W 1949, podczas budowy osiedla Mariensztat, na murze oporowym umieszczono tablicę Tu u stóp pałacu Kazanowskich walczył z małpami pan Zagłoba zaprojektowaną i wykonaną przez Józefę Wnukową[9].
- W 1818 Fryderyk Chopin dał tutaj koncert charytatywny na cele dobroczynne.
- 5 stycznia 1652 pałac był oblegany przez Hieronima Radziejowskiego po zajęciu go dzień wcześniej przez ludzi Bogusława Słuszki, brata byłej żony Radziejowskiego Elżbiety ze Słuszków Kazanowskiej, dziedziczki majątku Kazanowskich.